# Tiffen
The Tiffen Company és una empresa de Hauppauge, Nova York, EUA, la qual fabrica filtres per a fotografia i altres productes professionals relacionats amb la fotografia i vídeo.
Avui dia, els filtres Tiffen es continuen fabricant a la fàbrica de Hauppauge, amb instal·lacions addicionals a Burbank, Califòrnia i als Pinewood Studios fora de Londres, Anglaterra.
Tiffen ha estat reconegut amb nombrosos premis de l'Acadèmia de les Arts i les Ciències Cinematogràfiques, així com diversos premis EMMY de l'Acadèmia Nacional d'Arts i Ciències de la Televisió.
Nat Tiffen de Tiffen Manufacturing Corporation va rebre un premi de l'Acadèmia pels èxits tècnics en filtració. L'elogi diu:
"Per a la producció de filtres de color laminats, duradors i d'alta qualitat per a la fotografia cinematogràfica. Els materials de característiques de color uniformes s'implanten entre capes de vidre òptic i s'uneixen entre ells sota calor i pressió extrema. Les superfícies exteriors són polides segons les especificacions de tolerància, lliures de distorsió i resistents als canvis de temperatura o humitat i després lligades amb un anell metàl·lic protector".
Els principals competidors de la companyia són Harrison & Harrison Optical Engineers, Inc., Heliopan, Hoya, Schneider, Formatt i Lee.
Tiffen també és propietari de les marques i línies de productes Steadicam, Domke (fundes), Lowel Light (il·luminació), Davis & Sanford (trípodes), Listec, Stroboframe (accessoris) i Zing Designs (fundes).

## Història
Tiffen va ser fundada el 1938, per Sol Tiffen, que va portar els seus germans Leo i Nat al negoci.
Al principi, l'empresa venia una gran varietat d'accessoris per a fotògrafs, com ara filtres, anells adaptadors i accessoris per a objectius. Tanmateix, els filtres òptics eren fabricats per altres empreses i eren inconsistents en color i qualitat. Això va cridar l'atenció de Nat, i després d'anys d'investigació i desenvolupament, Tiffen va treure el mercat els seus primers filtres.
El 1951, la nova tecnologia de Tiffen, "ColorCore", es va utilitzar per a fabricar els filtres de vidre de la marca. Al llarg dels anys, l'empresa va estar involucrada en la fabricació d'una àmplia gamma d'accessoris de filtres amb Sol gestionant el negoci de fotografia de consum, Leo supervisant l'entrada de l'empresa al mercat audiovisual i Nat gestionant la fabricació i el negoci de cinema i televisió.

## Productes
Tiffen compta amb una gran producció de filtres de placa i circulars els quals classifiquen en les següents categories:
- Filtres de densitat neutre
- Filtres UV de protecció
- Filtres UV multicapa
- Filtres polaritzadors
- Filtres de color per a fotografia en blanc i negre
- Filtres de color per a fotografia en color
- Filtres d'efectes especials
- Filtres d'aproximació
- Filtres de contrast
- Filtres de control infraroig

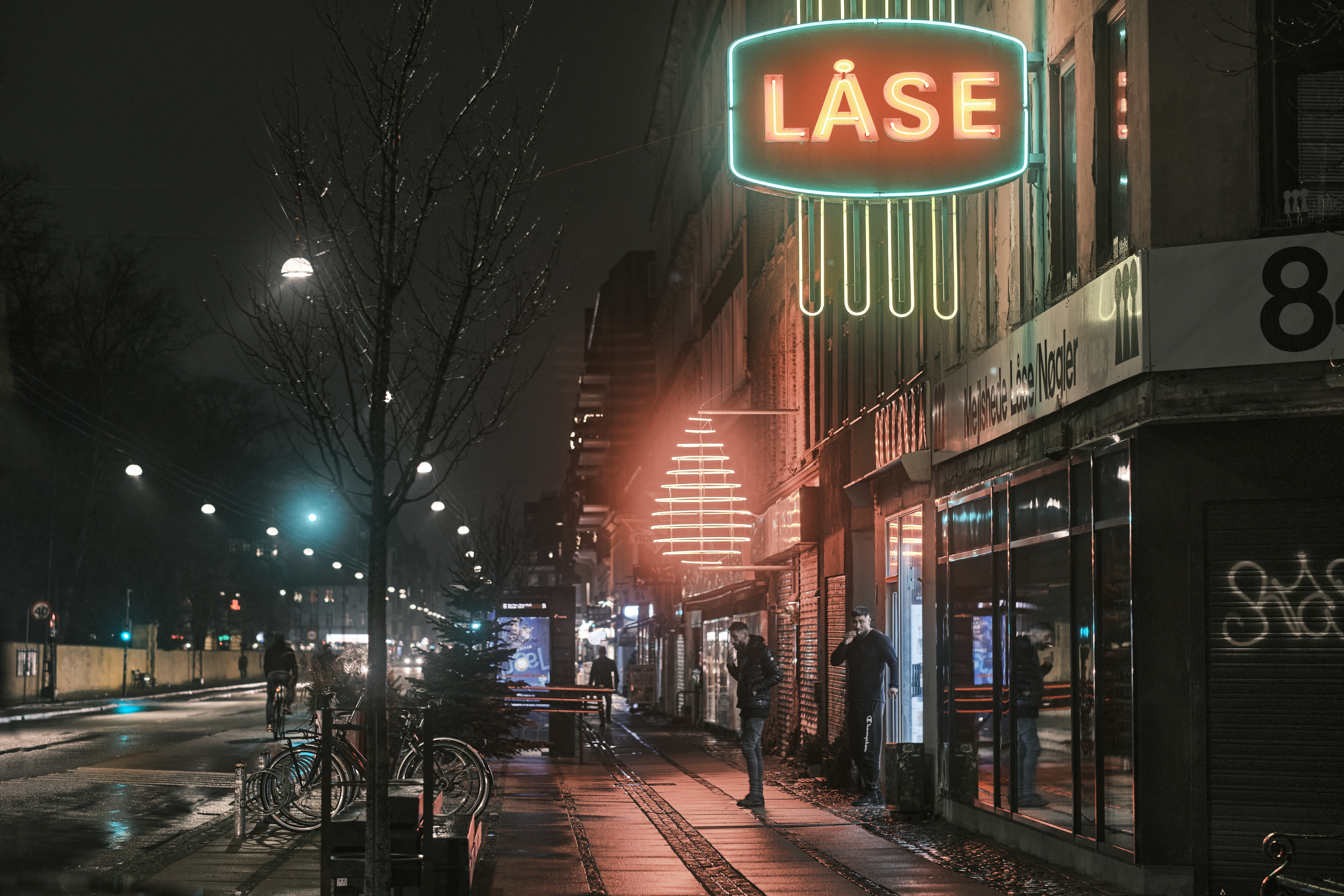
Fotografia realitzada amb un filtre de difusió de Tiffen, el qual suavitza els reflexos brillants i dona un aspecte de boira.

El seu catàleg també consta de productes especialitzats com els filtres per a drons, càmeres d'acció i magnètics per òptiques d'Arri.
Els seus filtres més coneguts són els de difusió, els quals s'utilitzen per reduir les taques i arrugues de la pell. També n'existeixen que poden augmentar el contrast i crear efectes d'halació.
Un altre tipus de filtre conegut de la marca és el "Blue Streak", el qual està dissenyat per reproduir un raig de llum blava d'una font de llum puntual, creant l'aspecte clàssic d'una lent anamòrfica. Girar el filtre permet a l'usuari ajustar l'angle i la direcció del raig de llum per adaptar-se a la seva composició o efecte desitjat.
Els filtres de boira de Tiffen han guanyat popularitat, proporcionant una suavització de l'atmosfera que crea una lluentor ampla i suau, però manté els tons negres.